# Штаєрська Вас
Штаєрська Вас (словен. Štajerska vas) — поселення в общині Словенське Коніце, Савинський регіон, Словенія. Висота над рівнем моря: 283,9 м.